# Караиманлы
Караиманлы (азерб. Qaraimanlı) — село в административно-территориальном округе села Бала Солтанлы Губадлинского района Азербайджана. Село расположено на берегу реки Акера.
В ходе Первой карабахской войны, в 1993 году село было занято армянскими вооружёнными силами, и до ноября 2020 года находилось под контролем непризнанной НКР.
9 ноября 2020 года, в ходе Второй карабахской войны, президент Азербайджана объявил об освобождении села Гараиманлы вооружёнными силами Азербайджана.